# NGC 689
NGC 689 je galaksija u zviježđu Kemijska peć.

## Vanjske poveznice
- SEDS: NGC 0689